# Sufflamen fraenatum
Sufflamen fraenatum är en fiskart som först beskrevs av Pierre André Latreille 1804.  Sufflamen fraenatum ingår i släktet Sufflamen och familjen tryckarfiskar. IUCN kategoriserar arten globalt som livskraftig. Inga underarter finns listade i Catalogue of Life.